# Miguel Araújo
Miguel Costa Pinheiro de Araújo Jorge (* 13. Juli 1978 in Porto) ist ein portugiesischer Liedermacher und Popmusiker.

## Leben und Wirken
Bekannt wurde er als Mitglied der portugiesischen Band Os Azeitonas. 2012 veröffentlichte er sein erstes Solo-Album. Besonders das ironische Lied Os Maridos das Outras (dt.: Die Ehemänner der anderen) machte ihn bekannt und kam auf den vierten Platz der Singlecharts.
Mit dem akustisch bestimmten, an Liedermacher- und Pop-Traditionen gleichzeitig anknüpfenden Album erreichte er die portugiesischen Top 10. Sein Hauptaugenmerk liegt jedoch nach eigener Aussage weiterhin auf seiner Arbeit mit den Azeitonas, auch wenn er weitere Soloarbeiten für möglich hält. So erschien 2014 ein neues Album. Es wurde von Rádio Comercial präsentiert, und zu den Gastmusikern zählten Marcelo Camelo, der Sänger der brasilianischen Band Los Hermanos, und der Fado-Sänger António Zambujo.

## Diskografie
- 2012: Cinco dias e meio
- 2014: Crónicas da Cidade Grande

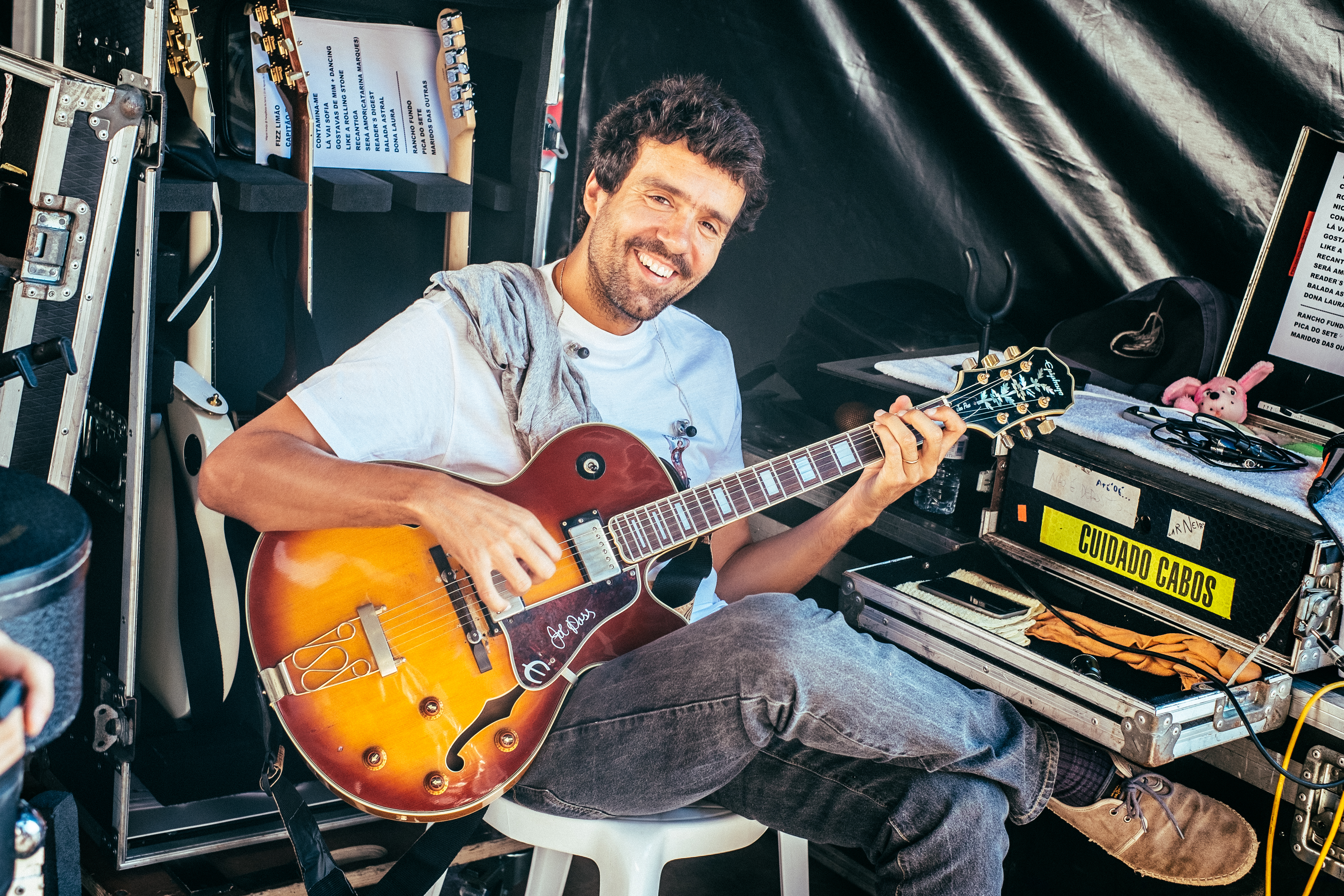
Miguel Araújo (2016)

- 2015: Cidade Grande Ao Vivo No Coliseu Do Porto
- 2017: Giesta
- 2018: 28 Noites Ao Vivo Nos Coliseus (mit António Zambujo)
- 2021: Peixe Azul